# Шпионаж
Шпионаж (espionage, от френски: espionner – съгледвач, съглеждам), също шпиониране или шпионство, е добиване на поверителна или класифицирана информация за държава, организация и пр. по таен, конспиративен начин, без знанието и разрешението на обекта или притежателя на информацията.

## Описание
Подобни са и юридическите дефиниции, според които шпионството е престъпление, което се осъществява в събиране на сведения, съставляващи класифицирана информация (държавна тайна), особено на военни сведения, с цел да бъдат предадени на чужда държава, чужда организация или на враждебно настроени лица.
За разлика от други разузнавателни дейности шпионажът изисква достъп до мястото, където желаната информация е скрита, или достъп до хората, които притежават тази информация и биха я издали. С развитието на електронната техника и следенето, физическият достъп вече не е задължително условие. Практикуването на шпионаж е нежелано и почти винаги е незаконно и наказуемо от закона.
Сред най-ефективните начини за събиране на данни и информация относно „противника“ (или потенциален противник), е внедряването във „вражеските“ редици. Това е дейността на шпионин (на немски: Spion). Шпионите например могат да дават информация за големината и силата на вражеските войски, да откриват дисиденти сред вражеските войски и да ги убеждавт да дезертират. Във времена на криза шпионите крадат технологии и саботират врага по множество начини.
Контраразузнаването е практиката по осуетяване на вражеския шпионаж и разузнаване.
Всички суверенни държави имат строги закони срещу шпионажа, а наказанията са тежки. Въпреки това изгодата от шпионажа често е толкова голяма, че повечето правителства и големи корпорации го използват.

## Видове шпионаж
Съществуват следните видове шпионаж:
- икономически шпионаж;
- военен шпионаж;
- политически шпионаж;
- научно-технически шпионаж;
- шпионаж за чужда държава;
- корпоративен шпионаж.

## Измяна (предателство)
Който издаде или събира с цел да издаде на чужда държава или на чужда организация информация, представляваща държавна тайна (класифицирана информация), се наказва за шпионство с лишаване от свобода от десет до двадесет години, с доживотен затвор или с доживотен затвор без замяна.

## Шпионски скандали
През есента на 2019 г. Специализираната прокуратура след сигнал, получен в Държавна агенция „Национална сигурност“, образува досъдебно производство по Раздел II, чл. 104, ал.1 от Наказателния кодекс (НК), срещу първия секретар в Посолството на Русия в София, който е обвинен в събиране на чужда класифицирана информация с цел да я издаде на чужда държава. Руският дипломат според обвинението е провеждал конспиративни срещи с български държавен служител, разполагащ с достъп до класифицирана информация на Република България, НАТО и Европейския съюз.
Съобразно чл. 31 т. 1 от Виенската конвенция за дипломатическите отношения „дипломатическият агент се ползва с имунитет по отношение на наказателната юрисдикция на приемащата държава“. По тази причина, въпреки наличието на основания за привличането му в качеството на обвиняем за престъпление по чл. 104 ал. 1 НК, наказателното производство срещу руския гражданин е спряно, на основание чл. 25 ал. 1 т. 3 НПК, а именно дипломатическия имунитет на дееца. Дипломатът е обявен за персона нон грата и е отзован в съответствие с дипломатическите процедури и обичаи. Президентът на Русия Владимир Путин награждава руския дипломат (офицер от ГРУ) с орден.